# Aixovall
Aixovall (es pot pronunciar "aixovall", "xovall" o "xuvall") és un nucli de població del Principat d'Andorra situat a la parròquia de Sant Julià de Lòria. L'any 2009 tenia 124 habitants.
Hi ha l'església de Santa Filomena d'Aixovall, el pont d'Aixovall, Estadi Comunal d'Aixovall i el Centre de Formació Professional.